# 温品ジャンクション

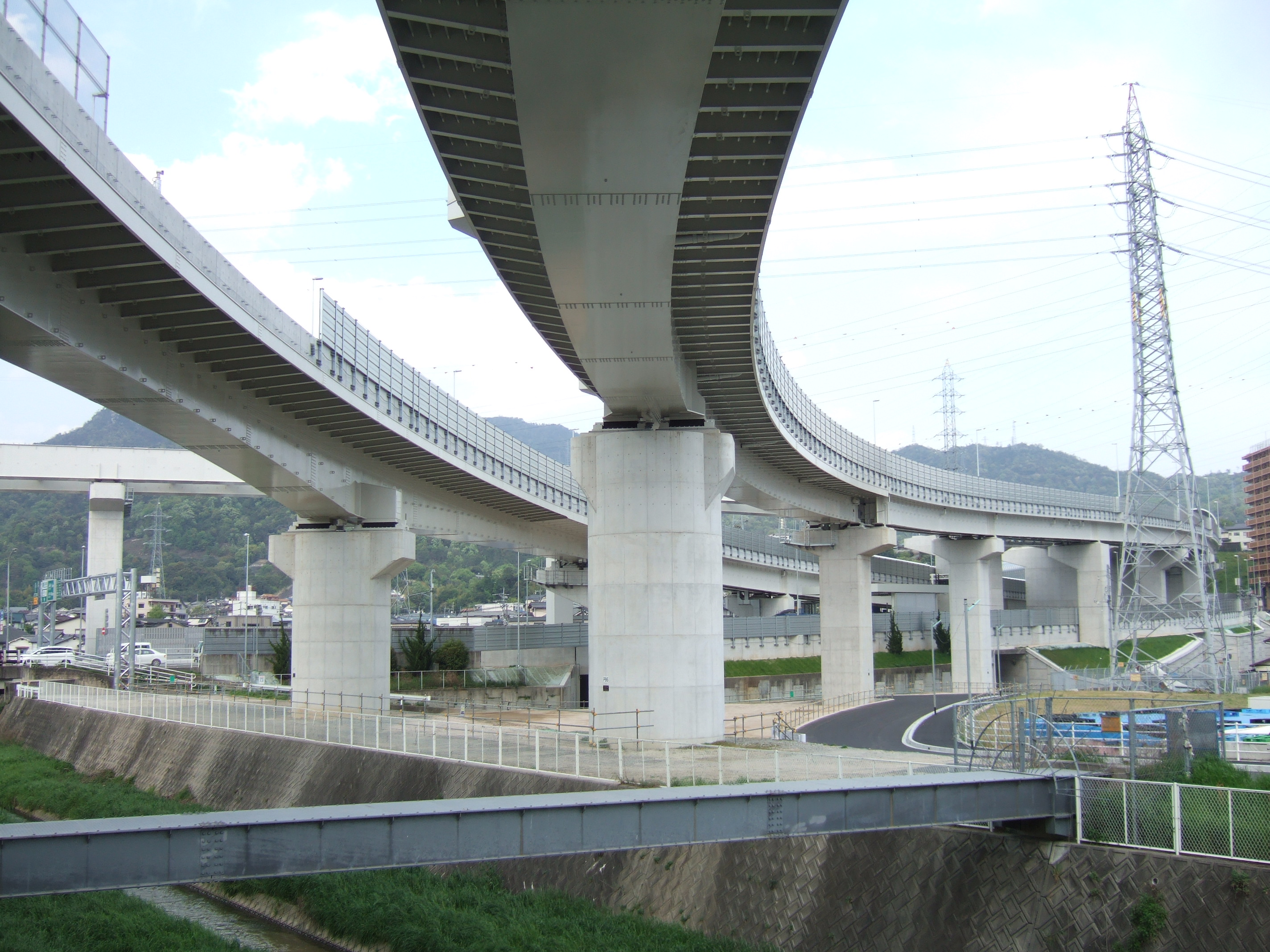
1号線（奥）と2号線の接続部

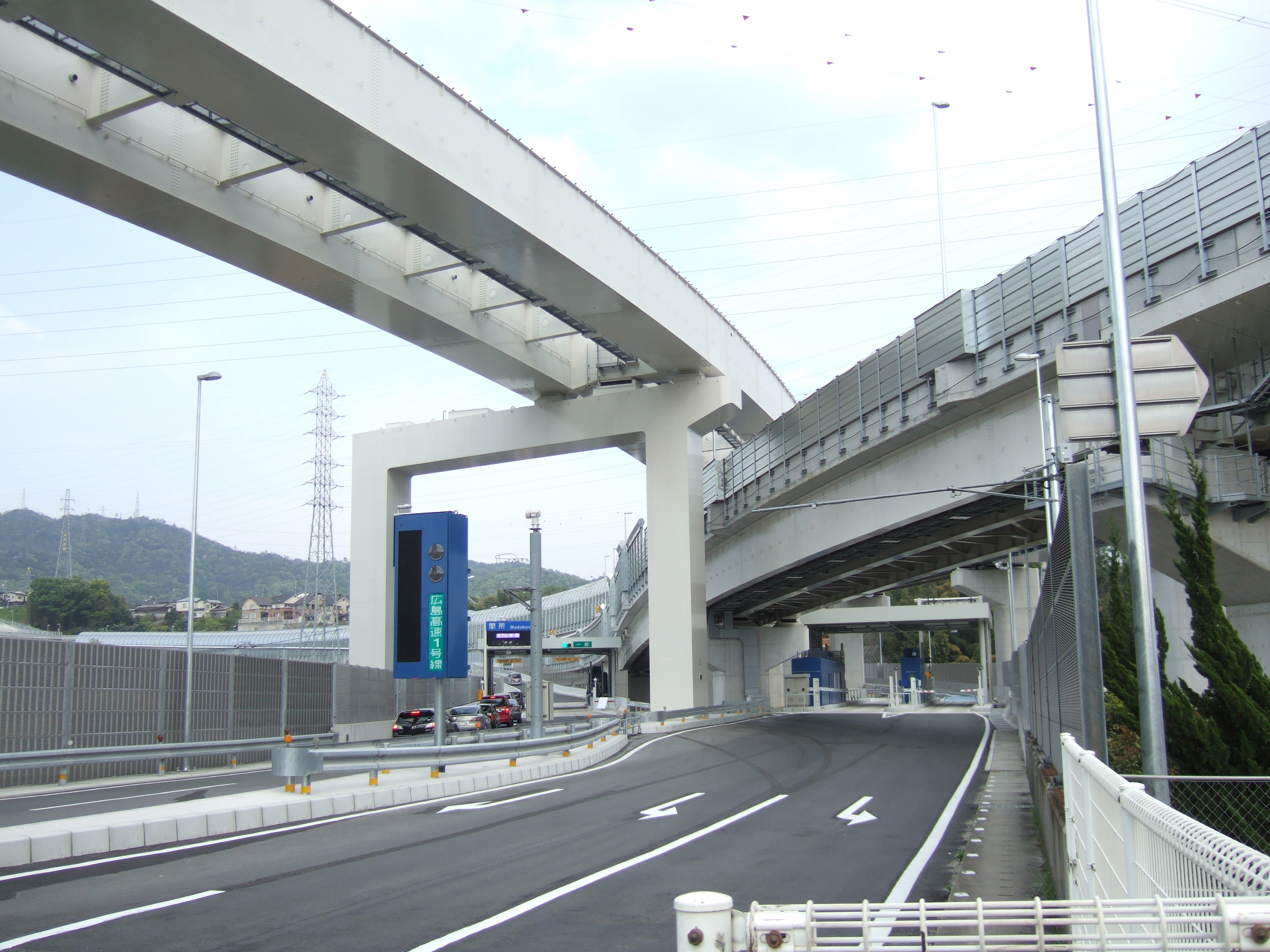
1号線（奥）から5号線（左）と2号線（右）への分岐部。1号線・間所ICを併設

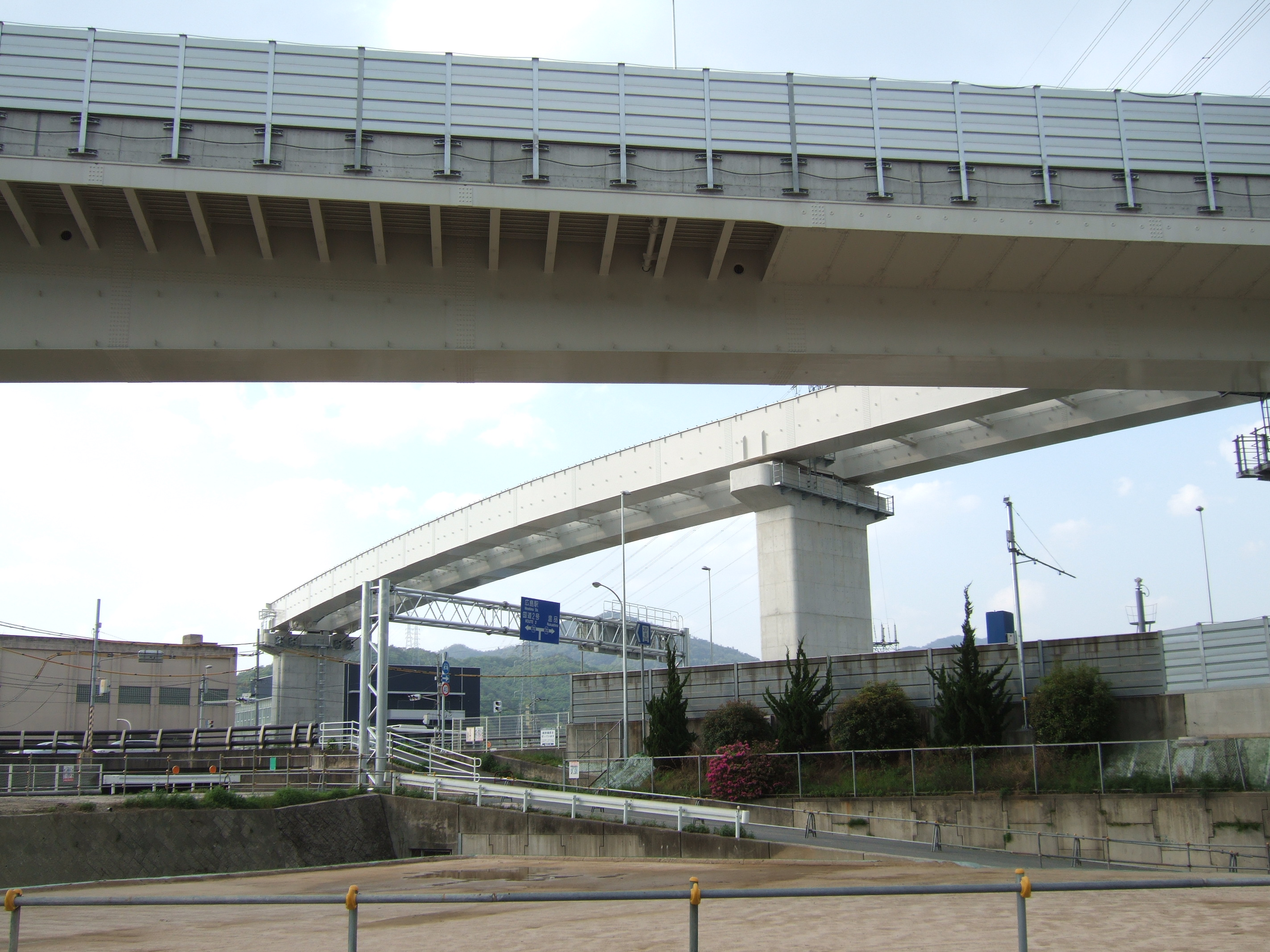
奥が建設中の5号線広島駅方面

温品ジャンクション（ぬくしなジャンクション）は、広島県広島市東区にある、広島都市高速1号線・5号線（事業中）と2号線・都市計画道路 中筋温品線（広島北道路）が交差するジャンクションである。
当初全方向の相互連絡を可能とする計画だったが、2005年（平成17年）度には建設費抑制のため2号線・5号線を連絡する道路は当面の間建設しない事とした。その後広島高速道路公社では、5号線に全線開通の目途が付いた2017年（平成29年）頃より同連絡路の整備に関する検討を再開し、建設が進められている。この連絡路の完成によって、広島駅周辺と呉市や東広島市方面との一層のアクセス強化が期待される。

## 道路
- 広島高速1号線
- 広島高速2号線
- 広島高速5号線（建設中路線）
- 都市計画道路 中筋温品線（広島北道路）（計画路線）

## 歴史
- 2010年（平成22年）4月26日 : 1号線 - 2号線連絡路の供用開始。
- 未定 : 5号線・温品JCT - 広島駅北口出入口間開通予定[3]。

## 隣
広島高速1号線
温品出入口 - 間所出入口 - 温品JCT
広島高速2号線
温品JCT - 矢賀出入口 - 府中出入口
広島高速5号線
温品JCT - 中山出入口（事業中） - 広島駅北口出入口（事業中）
都市計画道路 中筋温品線（広島北道路）